# Себряков, Герман Георгиевич
Герман Георгиевич Себряков (род. 1938 год) — физик, член-корреспондент РАН (2000), лауреат премии имени Б. Н. Петрова.

## Биография
Родился в 1938 году в Москве в семье инженера Георгия Евгеньевича Себрякова и Анастасии Васильевны, домохозяйки. В 1957 году окончил среднюю школу № 204 в г. Москве. Год отработал лаборантом в лаборатории автоматики треста «Энергочермет».
Поступив, со второй попытки, в Московский Физико-Технический институт, в 1963 году окончил указанный институт, прошёл стажировку в ЛИИ, после чего пришёл на работу в ГосНИИАС, где и работает по настоящее время. Кандидат технических наук (1967).
В 1985 году — защита докторской диссертации.

В 1988 году — присвоено учёное звание профессора по специальности «Психология труда, инженерная психология».

В 2000 году избран членом-корреспондентом РАН по отделению «Энергетика, машиностроение, механика и процессы управления».
Основная область научных интересов — авиационные системы обработки информации и управления, человеко-машинные системы, информационные технологии.
Возглавляет подразделение, занимающееся разработкой оптико-электронных систем наведения и пилотирования летательных аппаратов, систем компьютерного зрения и виртуальной реальности, информационно-управляющих систем.
Является членом редколлегии журнала «Известия РАН Теория и системы управления», заместителем председателя Специализированного совета по защите диссертаций при ГосНИИАС.
Ведет преподавательскую деятельность, являясь заведующим базовой кафедры МИРЭА «Авиационно-космические системы обработки информации и управления» и профессором базовой кафедры МФТИ.
Автор более 200 научных трудов, имеет 12 авторских свидетельств.

## Награды
- Премия имени Б. Н. Петрова (1998) — за цикл работ «Аналитические методы исследования и проектирования человеко-машинных систем управления»

## Из библиографии
- Веремеенко К. К., Желтов С. Ю., Ким Н. В.,  Себряков Г. Г., Красильщиков М. Н. Современные информационные технологии в задачах навигации и наведения беспилотных манёвренных летательных аппаратов. — М.: Физматлит, 2009. — 552 с. — ISBN 978-5-9221-1168-3.
- Интеллектуальная поддержка экипажа на основе доверительной модели замкнутой эргатической системы «самолёт-лётчик» : монография / В. Н. Евдокименков, Р. В. Ким, М. Н. Красильщиков, Г. Г. Себряков ; под редакцией М. Н. Красильщикова. — Москва : Физматлит, 2019. — 187 с. : ил.; 22 см; ISBN 978-5-9221-1844-6 : 300 экз.
- Современные аудиотехнологии в информационно-управляющем поле кабины пилотов / Г. Г. Себряков, О. Н. Корсун, Г. А. Лаврова [и др.]. — Москва : Издательский дом Академии имени Н. Е. Жуковского, 2021. — 359 с. : ил., табл., цв. ил.; 21 см; ISBN 978-5-907490-26-0 : 300 экз.

### Как редактор
- Машиностроение = Mechanical engineering: энциклопедия: В 40 т. / Редсовет: Фролов К. В., пред., гл. ред. [и др.]. — Москва: Машиностроение, 1994. — 24 см.
  - Инженерные методы расчётов / Ред.-сост. Е. А. Федосов; Отв. ред.: К. С. Колесников, Г. Г. Себряков. — 2000. — 688 с. : ил. , табл.; ISBN 5-217-02817-3 (Т. 1-4)